# KV19
KV19 i Konungarnas dal utanför Luxor i Egypten var sannolikt tänkt begravningsplats för farao Ramses VIII under Egyptens tjugonde dynasti, men blev senare troligen använd av prins Mentuherkhepeshef.
KV19 är uthuggs i ett klipputsprång mellan KV20 och KV43 i den sydöstra grenen av den sydöstra wadin. Precis utanför entrén till KV19 finns ingången ner till KV60. Graven är relativt liten (totalt 133 m²) och kort (totalt 39 m) men entrén och korridoren till KV19 tillhör de allra bredaste i Konungarnas dal.
Graven är dekorerad med motiv från De dödas bok, och texter i dekorationen avslöjar att graven uppförts till en prins. Dekorationerna i graven är i gott skick. Graven blev aldrig färdigställd, men en mindre kammare i slutet av korridoren kan ha använts för begravning, och då troligen av prins Mentuherkhepeshef, som var Ramses IX:s son. Prinsens mumie har aldrig hittats. Ursprungligen var graven sannolikt påbörjad till Ramses VII.
KV19 hittades och grävdes ut 1817. Graven har senare även grävts ut 1825, 1903 och 1905–1906.
| KV19 KV20 KV43 KV60 Gravarna KV19, KV20, KV43 och KV60s placering i Konungarnas dal. |

## Galleri

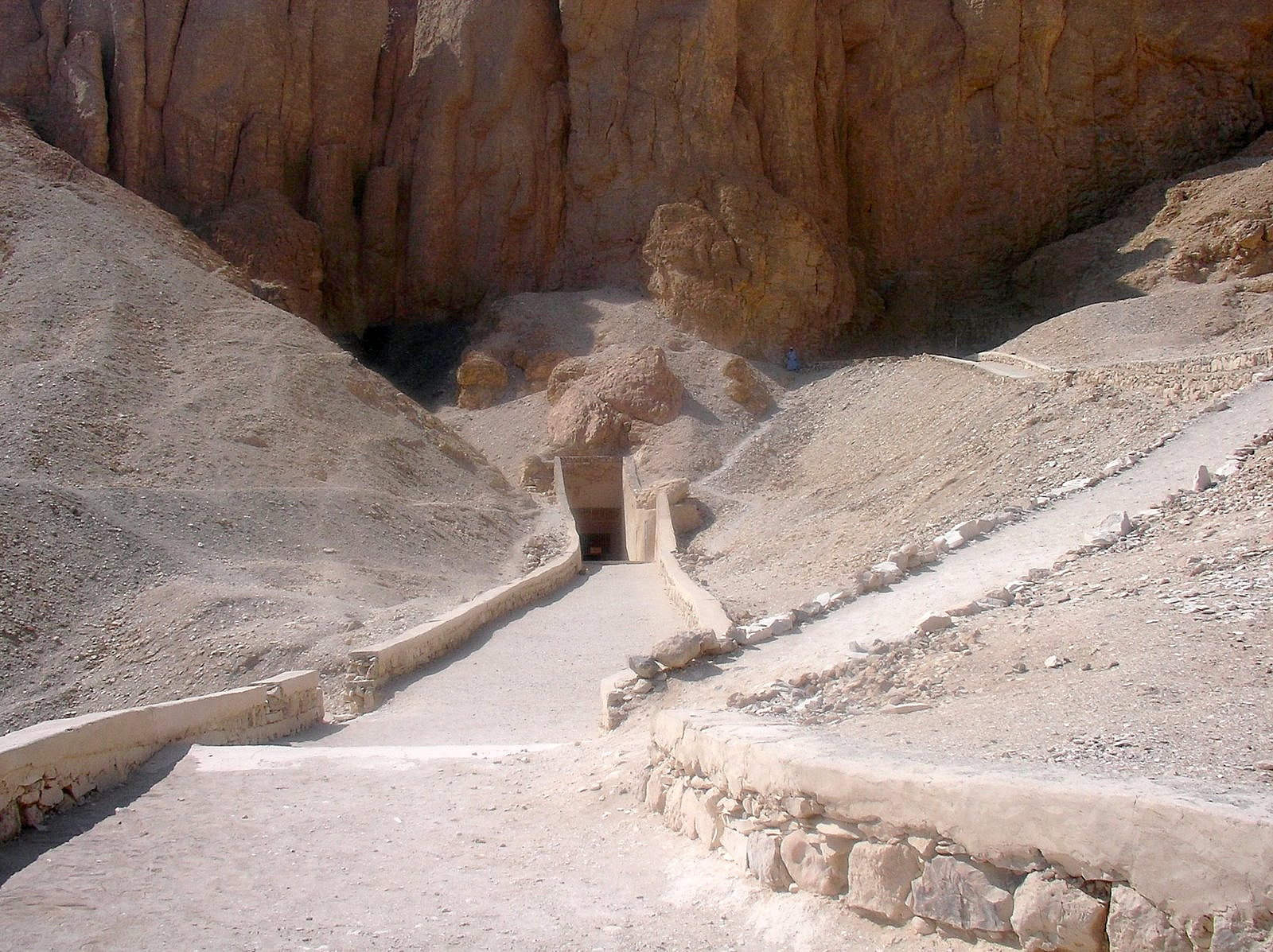
Entrén till KV19.
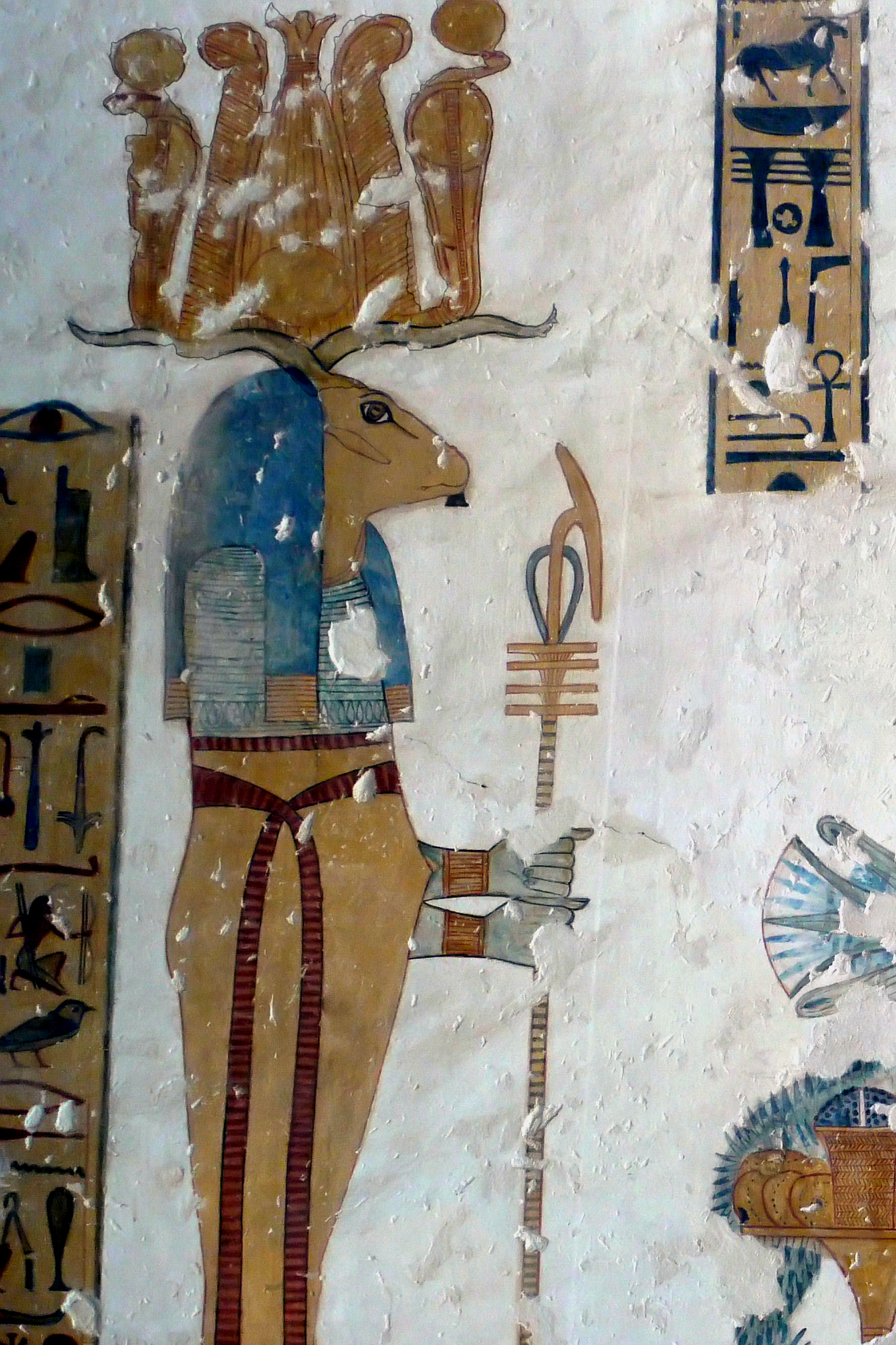
Väggdekoration i KV19
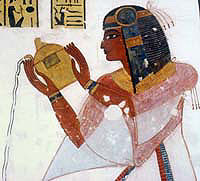
Väggdekoration föreställande prins Mentuherkhepeshef.